# 萧照

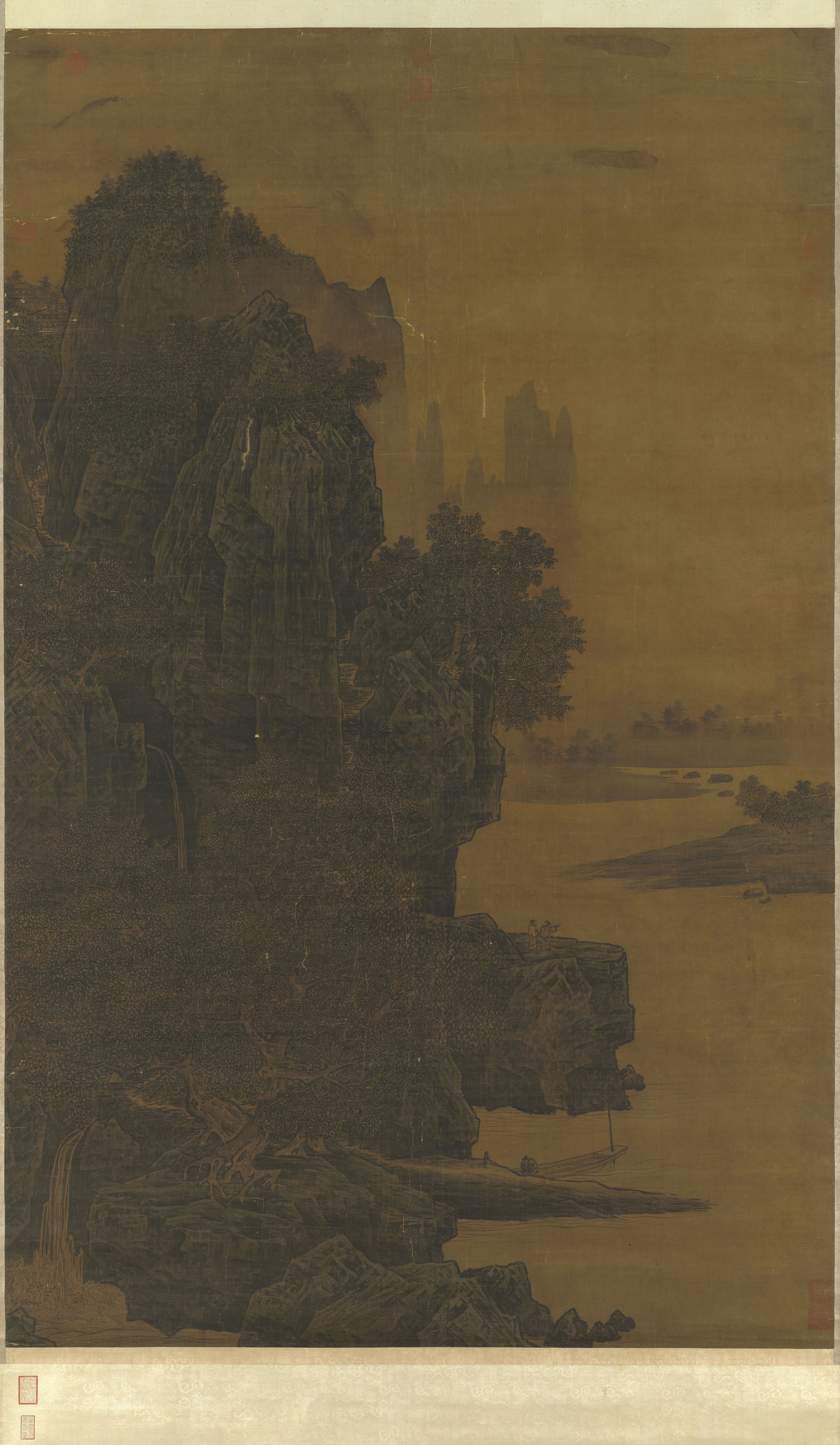
《山腰樓觀圖》軸，縱179.3×橫112.7公分，臺北國立故宮博物院藏。

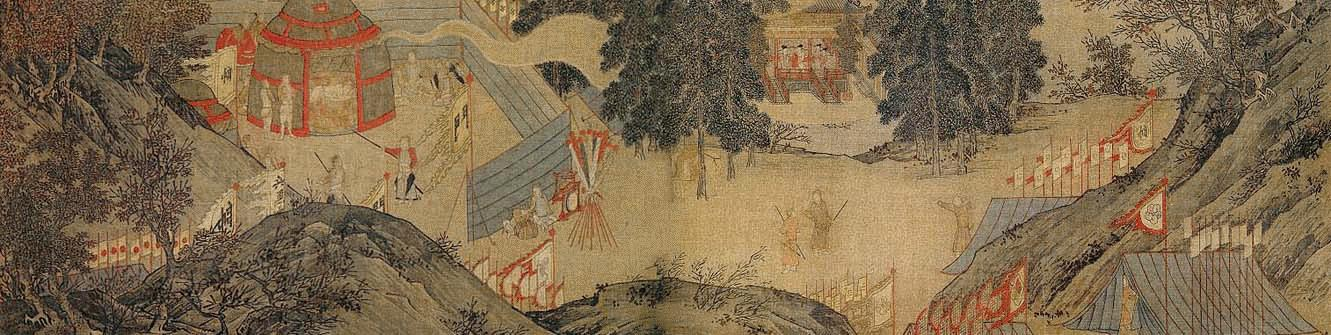
《中興瑞應圖》卷（局部）

萧照（？—？），字东生，濩泽（今山西阳城）人，北宋末南宋初画家，生卒年月不详（约活动于12世纪）。
萧照精于山水人物，山水画界于工整写实与水墨雄放之间。
北宋靖康年间（1126年－1127年）曾参加太行山义兵。后师从画家李唐，随后至南宋都城临安（今浙江杭州）。南宋绍兴年间（1131年－1162年）中补迪功郎，任画院待诏。现有明清人著录中记其画《中兴瑞应图》卷共12幅。 现存世作品有《山腰楼观》、《中兴瑞应》等图。